# Nick O'Malley
Nick O'Malley   (Sheffield, 5 de juliol de 1985) és el baixista de la banda britànica de rock alternatiu Arctic Monkeys.

## Biografia

### Primers anys
O'Malley va començar a tocar el baix a l'edat de 16 anys, després que el seu desig de tocar la bateria i la guitarra fos negat pel seu pare. Abans de formar part dels Arctic Monkeys, O'Malley tocava el baix en una banda de rock de garatge anomenada The Dodgems.

### Arctic Monkeys
Després que Andy Nicholson anunciés que no faria el tour per Amèrica del Nord amb la banda, O’Malley, amic dels membres de la mateixa i baixista de The Dodgems, va ser inclòs als Monkeys de manera inicialment temporal. La seva primera aparició amb la banda va tenir lloc el 25 de maig de 2006, quan van fer un concert secret al “Old Blue Last” de Londres. Aquest local, amb capacitat per a 120 persones, va ser vist com una oportunitat per fer una prova a O’Malley abans del primer concert gran de la banda, a Vancouver el 27 de maig de 2006.

O'Malley es va fracturar la mà mentre jugava amb els seus antics companys de banda mentre estaven borratxos, una setmana després d'haver acceptat reemplaçar a Nicholson, segons va dir el cantant de The Dodgems, Phil Goddwin:
Mentre anàvem caminant cap a casa del pub, un amic el va agafar (a O’Malley) i el va empènyer contra la paret del nostre veí. És una mica alta i va aterrar sobre la seva mà dreta.
No obstant això, malgrat la seva fracturada mà va poder tocar el baix i unir-se a la banda en el exitós tour.
Encara que O’Malley només esperava continuar amb el grup fins a la completa recuperació de Nicholson, la sortida d'aquest últim va ser vista com un anunci de que O’Malley continuaria de gira amb els Monkeys en finalitzar l'estiu i gravaria amb ells el segon àlbum de la banda. I efectivament, els Arctic Monkeys van publicar un comunicat a la seva pàgina web més tard, explicant la sortida de Nicholson i la incorporació oficial de Nick.

## Vida privada
O'Malley es va convertir en pare quan la seva núvia, Kelly Boss, va donar a llum a Hearst O'Malley, en algun moment d'abril o maig del 2014.